# Antologia de Humor Negro
A Antologia de humor negro é uma antologia reunida por André Breton, publicada pela primeira vez em 1940. Introduz cada autor conservado por uma instrução, situando-o no campo que ele próprio definiu num prefácio intitulado «paratonnerre», em homenagem a um aforismo de Lichtenberg contido na sua escolha de textos: 

## Génese do projecto
A partir do início do ano de 1935, Breton deu a conhecer o seu projecto ao responsável das edições Sagitaire. 

## Histórico das edições
Em 1940 sai a primeira edição e é fortemente atacada pela censura do regime de Vichy, sendo os primeiros exemplares apenas difundidos a partir da segunda metade do ano de 1945. É então apenas em 1950 que as edições Le Sagitaire propõem a obra num formato completamente diferente. Esta edição acaba por ser revista por Breton que exclui alguns autores e acrescenta outros. Em 1966 é publicada a edição definitiva da antologia por Jean Jacques Pauvert, que permite finalmente a Breton a publicação de alguns textos de Raymond Roussel, os quais as edições Lemerre haviam vetado a reprodução.

## Sobre a expressão «humour noir»
Ao que tudo indica, foi Breton o primeiro a falar em «humour noir» (humor negro), no sentido que lhe é atribuído a partir de então.

## Autores presentes na edição definitiva de 1966
- Jonathan Swift
- D.-A.-F.de Sade
- Georg Christoph Lichtenberg
- Charles Fourier
- Thomas de Quincey
- Pierre-François Lacenaire
- Christian Dietrich Grabbe
- Petrus Borel
- Edgar Allan Poe
- Xavier Forneret
- Charles Baudelaire
- Lewis Carroll
- Villiers de l'Isle-Adam
- Charles Cros
- Friedrich Nietzsche
- Isidore Ducasse (Conde de Lautréamont)
- Joris-Karl Huysmans
- Tristan Corbière
- Germain Nouveau
- Arthur Rimbaud
- Alphonse Allais
- Jean-Pierre Brisset
- O. Henry
- André Gide
- John Millington Synge
- Alfred Jarry
- Raymond Roussel
- Francis Picabia
- Guillaume Apollinaire
- Pablo Picasso
- Arthur Cravan
- Franz Kafka
- Jakob van Hoddis
- Marcel Duchamp
- Hans Arp
- Alberto Savinio
- Jacques Vaché
- Benjamin Péret
- Jacques Rigaut
- Jacques Prévert
- Salvador Dalí
- Jean Ferry
- Leonora Carrington
- Gisèle Prassinos
- Jean-Pierre Duprey